# Portugals Grand Prix 1992
Portugals Grand Prix 1992 var det fjortonde av 16 lopp ingående i formel 1-VM 1992.

## Resultat
1. Nigel Mansell, Williams-Renault, 10 poäng
2. Gerhard Berger, McLaren-Honda, 6
3. Ayrton Senna, McLaren-Honda, 4
4. Martin Brundle, Benetton-Ford, 3
5. Mika Häkkinen, Lotus-Ford, 2
6. Michele Alboreto, Footwork-Mugen Honda, 1
7. Michael Schumacher, Benetton-Ford
8. Thierry Boutsen, Ligier-Renault
9. Andrea de Cesaris, Tyrrell-Ilmor
10. Aguri Suzuki, Footwork-Mugen Honda
11. Emanuele Naspetti, March-Ilmor
12. Christian Fittipaldi, Minardi-Lamborghini
13. Stefano Modena, Jordan-Yamaha
14. Gianni Morbidelli, Minardi-Lamborghini

### Förare som bröt loppet
- JJ Lehto, BMS Scuderia Italia (Dallara-Ferrari) (varv 51, kroppsligt)
- Karl Wendlinger, March-Ilmor (48, växellåda)
- Erik Comas, Ligier-Renault (47, motor)
- Ukyo Katayama, Larrousse-Lamborghini (46, snurrade av)
- Pierluigi Martini, BMS Scuderia Italia (Dallara-Ferrari) (43, punktering)
- Riccardo Patrese, Williams-Renault (43, kollision)
- Ivan Capelli, Ferrari (34, motor)
- Olivier Grouillard, Tyrrell-Ilmor (27, växellåda)
- Bertrand Gachot, Larrousse-Lamborghini (25, motor)
- Mauricio Gugelmin, Jordan-Yamaha (19, elsystem)
- Jean Alesi, Ferrari (12, snurrade av)
- Johnny Herbert, Lotus-Ford (2, kollision)

## VM-ställning
| Förarmästerskapet 1. Nigel Mansell, Williams-Renault, 108 2. Ayrton Senna, McLaren-Honda, 50 3. Michael Schumacher, Benetton-Ford, 47 | Konstruktörsmästerskapet 1. Williams-Renault, 154 2. McLaren-Honda, 83 3. Benetton-Ford, 77 |